# Zamarada scriptifasciata
Zamarada scriptifasciata là một loài bướm đêm trong họ Geometridae.